# كمال محمود حمود
كمال محمود حمود (من مواليد 26 ديسمبر 1921) كان سفيراً وسياسياً أردنياً شغل عدداً من المناصب في الحكومات الأردنية. في عام 1987 تقاعد من كافة المهام والأعمال.

## المناصب
القوات المسلحة
- 1941 إلى 1950 خدم ضابطاً في الجيش الأردني.
- 1946 إلى 1950 كان ملحقًا عسكريًا في لندن.

العمل الدبلوماسي
- 1950 انضم إلى الخدمة الدبلوماسية الأردنية.
- 1951 إلى 1952 عمل في وزارة الخارجية في عمّان.
- 1952 إلى عام 1954 كان رئيسًا للبروتوكول في القصر الملكي.
- 1954 إلى عام 1956 كان مستشارًا في لندن.
- 1957 إلى عام 1962 كان القائم بالأعمال في سانتياغو دي تشيلي.
- 1962 كان القائم بالأعمال في طهران، إيران.
- 1960 إلى عام 1964 كان رئيسًا للمراسم في وزارة الخارجية.
- من 1964 أكتوبر 03 إلى 1968 كان سفيراً في نيودلهي مع اعتماد متزامن في كولومبو (سريلانكا) وبانكوك (تايلاند) وماليزيا.
- من 1969   إلى عام 1971 كان سفيراً في بغداد، العراق.

في وزارة الخارجية
- 1971 إلى عام 1972 كان رئيسًا للدائرة السياسية بوزارة الخارجية.
- 1972 أصبح أميناً عاماً بالنيابة في وزارة الخارجية.
- 1972 إلى عام 1973 كان سفيراً لدى جامعة الدول العربية.
- من 1974 مارس 29 إلى 1977 كان سفيراً في موسكو، الاتحاد السوفيتي.
- 1977 إلى فبراير 1979 كان أمينًا عامًا لوزارة الخارجية.
- من فبراير 1979 إلى 1987 كان سفيراً في بكين، جمهورية الصين الشعبية.